# Mistrzostwa Europy w Lekkoatletyce 1946 – dziesięciobój mężczyzn

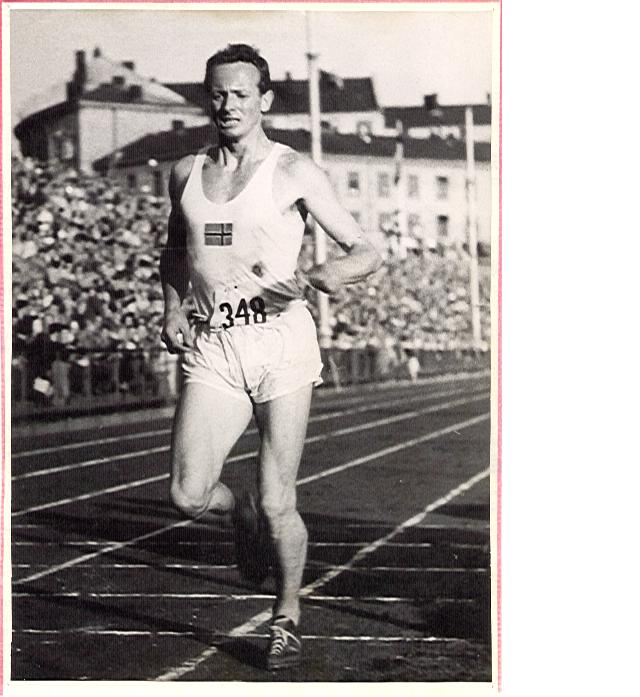
Godtfred Holmvang

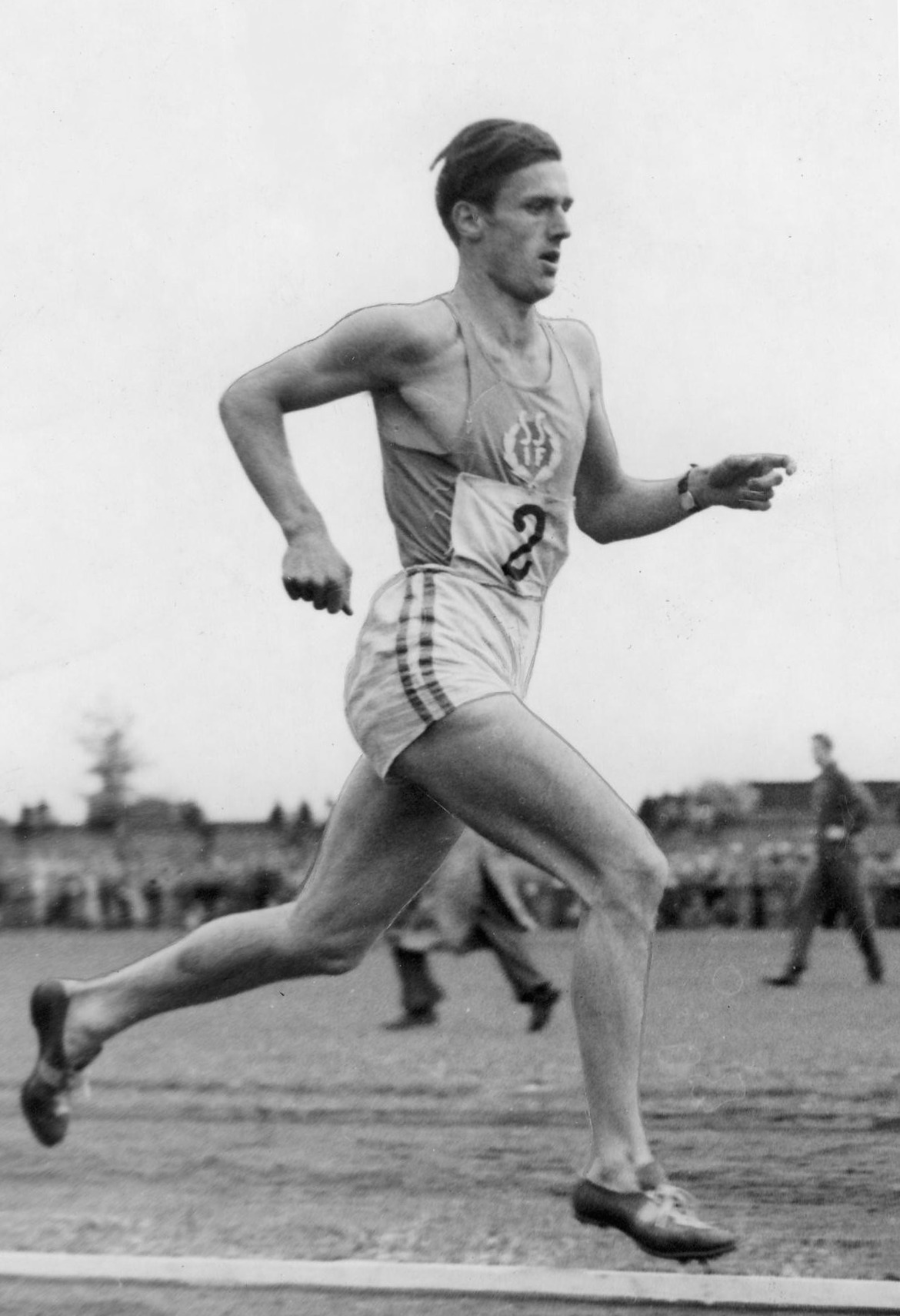
Göran Waxberg

Dziesięciobój mężczyzn był jedną z konkurencji rozgrywanych podczas III Mistrzostw Europy w Oslo. Został rozegrany 23 i 24 sierpnia 1946 roku. Zwycięzcą tej konkurencji został Norweg Godtfred Holmvang. W rywalizacji wzięło udział szesnastu zawodników z jedenastu reprezentacji.

## Rekordy
| Rekord świata     | Glenn Morris (USA)          | 7254 (7900)    | Berlin, Niemcy  | 07-08.08.1936 |
| Rekord Europy     | Hans-Heinrich Sievert (GER) | 7147 (8790,46) | Hamburg, Niemcy | 07-08.07.1934 |
| Rekord mistrzostw | Olle Bexell (SWE)           | 6687 (7214)    | Paryż, Francja  | 04-05.09.1938 |

## Wyniki
| Poz. | Zawodnik             | Punkty      | 100    | W dal  | Kula    | Wzwyż  | 400    | 110 ppł | Dysk    | Tyczka | Oszczep | 1500   |
| ---- | -------------------- | ----------- | ------ | ------ | ------- | ------ | ------ | ------- | ------- | ------ | ------- | ------ |
| 1    | Godtfred Holmvang    | 6566 (6987) | 11,7 s | 6,69 m | 12,32 m | 1,78 m | 52,7 s | 16,2 s  | 36,86 m | 3,60 m | 51,06 m | 4:15,8 |
| 2    | Siergiej Kuzniecow   | 6559 (6930) | 11,1 s | 7,37 m | 11,84 m | 1,60 m | 51,9 s | 16,4 s  | 37,02 m | 3,70 m | 48,39 m | 4:33,8 |
| 3    | Göran Waxberg        | 6313 (6661) | 11,8 s | 6,75 m | 12,23 m | 1,75 m | 53,4 s | 16,7 s  | 37,94 m | 3,50 m | 50,73 m | 4:34,4 |
| 4    | Armin Scheurer       | 6263 (6655) | 11,6 s | 6,08 m | 11,76 m | 1,81 m | 52,5 s | 16,4 s  | 36,15 m | 3,90 m | 51,49 m | 4:53,0 |
| 5    | Pierre Sprecher      | 6203 (6496) | 12,0 s | 6,25 m | 12,11 m | 1,60 m | 50,9 s | 16,6 s  | 36,37 m | 3,10 m | 56,64 m | 4:19,8 |
| 6    | Oskar Hafliger       | 6195 (6461) | 11,7 s | 6,54 m | 11,43 m | 1,66 m | 51,2 s | 16,8 s  | 39,78 m | 3,00 m | 49,90 m | 4:27,2 |
| 7    | Gunnar Erdal-Aase    | 5995 (6295) | 11,8 s | 6,44 m | 12,28 m | 1,63 m | 53,2 s | 18,8 s  | 36,44 m | 3,40 m | 57,06 m | 4:34,2 |
| 8    | István Kiss          | 5817 (6027) | 11,8 s | 6,55 m | 11,07 m | 1,75 m | 54,6 s | 16,7 s  | 33,43 m | 3,50 m | 48,26 m | 5:03,8 |
| 9    | Davorin Marčelja     | 5762 (5994) | 12,2 s | 6,32 m | 12,47 m | 1,66 m | 54,0 s | 17,4 s  | 38,92 m | 3,00 m | 51,65 m | 4:55,6 |
| 10   | Wacław Kuźmicki      | 5602 (5811) | 12,0 s | 6,51 m | 11,73 m | 1,72 m | 54,9 s | 18,8 s  | 38,09 m | 3,10 m | 41,89 m | 4:45,8 |
| 11   | Armando Ossena       | 5634 (5796) | 11,9 s | 6,70 m | 11,18 m | 1,60 m | 54,3 s | 16,6 s  | 37,91 m | 2,80 m | 49,49 m | 5:16,0 |
| 12   | Marijan Urbić        | 5605 (5738) | 11,8 s | 6,45 m | 10,34 m | 1,66 m | 54,2 s | 17,3 s  | 29,79 m | 3,10 m | 51,51 m | 4:51,2 |
| –    | Gebhard Büchel       | DNF         | 12,3 s | 5,45 m | 10,72 m | 1,55 m | 57,0 s | 18,4 s  | 28,92 m | 2,70 m | 53,68 m | –      |
| –    | René Kremer          | DNF         | 11,2 s | 6,48 m | 12,04 m | 1,60 m | 54,1 s | 17,2 s  | 37,77 m | –      | –       | –      |
| –    | Witold Gerutto       | DNF         | 11,5 s | 5,79 m | 13,99 m | 1,72 m | 54,3 s | –       | –       | –      | –       | –      |
| –    | Erik Peter Andersson | DNF         | –      | –      | –       | –      | –      | –       | –       | –      | –       |        |